# Lacul Țigănești
Lacul Țigănești este singurul lac natural din Munții Bucegi la altitudinea de 2050m, un lac de nivație format prin acțiunea mecanică a zăpezii. Apa sa nu este potabilă.